# Over-Nite Sensation
Albums de Frank Zappa
The Grand Wazoo
(1973) Apostrophe (')
(1974)
Over-Nite Sensation est un disque de Frank Zappa, sorti en 1973. Album aux morceaux courts et globalement funky, il n'en réserve pas moins son lot de surprises avant-gardistes, ici discrètement intégrées dans un format plus « pop ». Volontairement plus accessible que ses précédents albums, Waka/Jawaka et The Grand Wazoo, Over-Nite Sensation fait connaître Frank Zappa à un public plus vaste, dont une bonne partie lui restera fidèle durant la suite de sa carrière.
Le rosiériste allemand Mathias Tantau junior donne le nom de la chanson Montana à une rose obtenue en 1974.

## Titres
Toutes les chansons sont écrites et composées par Frank Zappa.
| No | Titre            | Durée |
| -- | ---------------- | ----- |
| 1. | Camarillo Brillo | 3:59  |
| 2. | I'm the Slime    | 3:34  |
| 3. | Dirty Love       | 2:58  |
| 4. | Fifty/Fifty      | 6:09  |
| 5. | Zomby Woof       | 5:10  |
| 6. | Dinah-Moe Humm   | 6:01  |
| 7. | Montana          | 6:34  |

## Musiciens
- Frank Zappa : guitare, chant sur toutes les pistes sauf Fifty-Fifty
- George Duke : synthétiseur, clavier
- Bruce Fowler : trombone
- Tom Fowler : basse
- Ralph Humphrey : batterie
- Ricky Lancelotti : chant sur Fifty-Fifty et Zomby Woof
- Sal Marquez : trompette, chant sur Dinah-Moe-Humm
- Jean-Luc Ponty : violon, violon baryton
- Ian Underwood : clarinette, flûte, saxophone alto, saxophone ténor
- Ruth Underwood : percussions, marimba, vibraphone
- Kin Vassy : chant sur I'm the Slime, Dinah-Moe-Humm et Montana (Yippy-Ty-O-Ty-Ay)
- Tina Turner and the Ikettes : chœurs (non crédité)

## Production
- Producteur : Frank Zappa
- Ingénierie : Fred Borkgren, Steve Desper, Terry Dunavan, Barry Keene, Bob Stone
- Remixage : Kerry McNabb
- Digital remastering : Bernie Grundman, Bob Stone
- Arrangement : Frank Zappa
- Technicien : Paul Hof
- Design de la couverture : Ferenc Dobronyi, Cal Schenkel
- Illustrations : David McMacken

## Classement
Album - Billboard (Amérique du nord)
| Année | Catégorie | Position |
| ----- | --------- | -------- |
| 1973  | Album Pop | 32       |